# 可口可樂體育館 (多倫多)
可口可乐体育馆（英語：Coca-Cola Coliseum）是位于加拿大安大略省多伦多展览中心的一座体育馆，用于农业展示、冰球比赛和展览会。它于1920年为加拿大博覽會和皇家农业冬季博览会（The Royal）建造，1921年落成。该体育馆是多伦多枫叶队、美国冰球联盟馬利士冰球队的主场。在2015年泛美运动会期间，该场馆承办了体操比赛。

## 外部連結
- 官方网站 （页面存档备份，存于）